# Lucien Muller
Lucien Muller (Bischwiller, 3 september 1934) is een Frans voormalig voetballer en voetbalcoach. Hij speelde als aanvaller of aanvallende middenvelder.

## Loopbaan als speler
Muller begon zijn loopbaan als voetballer bij FC Bischwiller. Vervolgens speelde hij in Frankrijk voor RC Strasbourg (1953-1957), Toulouse FC (1957-1959) en Stade de Reims (1959-1962). Bij Stade de Reims werd Muller in 1960 en 1962 kampioen van Frankrijk. In 1962 werd de aanvaller gecontracteerd door Real Madrid, waar hij drie Spaanse landstitels won (1963, 1964, 1965). Muller maakte in 1965 de overstap naar aartsrivaal FC Barcelona, terwijl de Belg Fernand Goyvaerts de omgekeerde weg ging. De Fransman speelde tot 1968 bij FC Barcelona en won in dienst van de club de Jaarbeursstedenbeker (1966) en de Copa de España (1968). In 1968 keerde Muller terug bij Stade de Reims, waar hij in 1970 zijn loopbaan als profvoetballer afsloot. Muller speelde tevens zestien interlands voor het Frans nationaal elftal, waarin hij driemaal doel trof. De aanvaller nam met zijn land deel aan het Europees kampioenschap 1960 en het wereldkampioenschap 1966.

## Loopbaan als trainer
Muller begon zijn loopbaan als trainer in 1970 bij het Spaanse CD Castellón, waarmee hij in 1972 promoveerde naar de Primera División. Van 1975 tot 1978 coachte hij Burgos CF en met deze club behaalde de Fransman in 1976 eveneens promotie naar de Primera División. In 1978 werd Muller na het vertrek van Rinus Michels aangesteld als trainer van zijn oude club FC Barcelona. Een groot succes was het echter niet, want kort voor het einde van het seizoen werd hij ontslagen nadat FC Barcelona werd uitgeschakeld in de Copa del Rey door Valencia CF. Muller werd vervangen door Joaquim Rifé. Vervolgens was Muller nog werkzaam bij wederom Burgos CF (1979-1981), Real Mallorca (1981-1983), AS Monaco (1983-1986) en uiteindelijk weer CD Castellón (1991-1992). Met AS Monaco won hij in 1985 de Coupe de France.